# Интервенция на Антантата в Руската гражданска война
Интервенция на Антантата се нарича многонационална военна намеса в Гражданската война в Русия през 1918 г. Първоначално целта е да се помогне на Чехословашкия легион да се евакуира, да се подсигурят доставките на продоволствие и муниции през руските пристанища и да се възстанови Източния фронт. След като Антантата печели Първата световна война, съюзниците подкрепят антиболшевишкото бяло движение в Русия. Точките на сблъсък са Арктика и Сибир, но броят на войските не е многочислен. Най-голям е японският контингент в Източен Сибир – 70 000 души, заедно с 9000 американци и 6000 англичани и канадци. Британските, френските и американски части в района на Архангелск наброяват общо 13 000 души и още 1000 англичани в Мурманск. Други английски части действат в районите на Ашхабад и Баку. Съюзническите войски оказват силно влияние за интензифициране на гражданската война
Съюзническите военни цели обаче не са единни, войските са уморени от продължителната война, а в собствените им страни липсва подкрепа за военната интервенция. Тези причини, заедно с успешната евакуация на Чехословашкия легион през 1920, кара съюзниците да се изтеглят от Северна Русия и Сибир, макар че японски части остават в някои райони на Сибир до 1922 и в северен Сахалин до 1925 г.
Чуждестранната интервенция се използва ефикасно от страна на болшевишката пропаганда, която акцентира върху подкрепата от страна на капиталистическите страни.